# Christensonella seidelii
Christensonella seidelii är en orkidéart som först beskrevs av Guido Frederico João Pabst, och fick sitt nu gällande namn av Szlach., Mytnik, Górniak och Smiszek. Christensonella seidelii ingår i släktet Christensonella och familjen orkidéer. Inga underarter finns listade i Catalogue of Life.